# Terelővadászat
A vadászat egyéni vadászat és társas vadászat formájában történhet. A vadászati törvény alapján a három vagy több vadász részvételével tartott vadászat társas vadászatnak minősül. A vadgazdálkodásért felelős miniszter a vadászati törvény felhatalmazása alapján kiadott rendeletben állapítja meg. Nagyvad terelővadászatának (terelés vagy riglizés) minősül a hajtóebek használata nélkül szervezett társasvadászat. Terelővadászaton lőhető a vaddisznó, a gímszarvastehén, -ünő, -borjú, a dámtehén, -ünő, -borjú, a muflonjuh, -jerke, -bárány, az őzsuta és -gida, továbbá az egyéb apróvadfajok (a dolmányos varjú, a szarka és a szajkó kivételével).